# Heilig Hartkerk (Belzele)
De Heilig Hartkerk is een kerk in het Belgische dorp Belzele. De neogotische kerk werd in het begin van de 20ste eeuw gebouwd.

## Geschiedenis
De kerk werd gebouwd naar de ontwerpen van architecten Van Hoecke en Peeters in 1901 en 1903. In 1900 werd er al een houten kapel, gewijd aan het Heilig Hart, gebouwd aan de Kuitenbergstraat achter de kerk waar nu het klooster en de Vrije Basisschool Belzele gelegen is.
De eerste prior werd ingehuldigd op 14 juni 1900, Sacramentsdag. Ook op die dag werden de beelden van het Heilig Hart en Sint-Antonius gewijd. Doordat de kistenfabriek Usines d'Evergem een 1200-tal werknemers had en de bevolkingspopulatie toenam, werd de kapel te klein en mocht men in Belzele een grote kerk bouwen voor een zelfstandige parochie (1907).

## Gebouw
De kerk is naar het noorden gericht. De bouw verliep in twee fasen: eerst werd het lage gedeelte, zoals het schip (20 m breed en 30 m lang), het koor (12m lang en 8m breed) en de 24 m hoge toren gebouwd. In 1913 ging de tweede fase van start met de bouw van een 41 m hoge toren met één klok. De middenbeuk scheidt zich van de zijbeuken door vier (langs elke kant) Korinthische zuilen in arduin en witte steen. In het koor zijn vijf ramen, met daarin telkens taferelen van de patronen van de schenkers.
De altaars, twee zijaltaren en één hoofdaltaar, werden geplaatst in 1903. Het hoofdaltaar is in gotische stijl met bovenaan een in hout gesneden kruisbeeld met daaronder Onze-Lieve-Vrouw en Sint-Johannes. Onderaan in steen is het altaar verdeeld in vijf compartimenten met daarin de Emmaüsgangers en de Heilig Hartverschijning aan Margaretha-Maria Alacoque. In het koor zijn vier taferelen geschilderd op de muren: het offer van Melchisedech, het manna in de woestijn, het Laatste Avondmaal en Jezus de kindervriend. Het zijaltaar in de rechterzijbeuk is gewijd aan Sint-Jozef. Een stenen beeld van Sint-Jozef met daaronder in hout gesneden taferelen van de Heilige Familie en Sint-Jozef op zijn sterfbed. Het zijaltaar in de linkerzijbeuk is gewijd aan Onze-Lieve-Vrouw. Hier staat een stenen beeld van Onze-Lieve-Vrouw met daaronder in hout gesneden taferelen van de verschijning van Maria die het scapulier overhandigt aan Sint-Simon Stock en de verschijning van Onze-Lieve-Vrouw die de rozenkrans overhandigt aan Sint-Dominicus.
Boven het koor bevindt zich een opgehangen kruis van 3 m hoog. De preekstoel uit 1904 bevindt zich aan het derde travee langs de kant van de rechterzijbeuk. Hierop bevinden zich de in hout gesneden vier evangelisten. De doopvont uit 1905 achteraan de kerk, rechts in de middenbeuk, is gedekt met een koperen deksel.

## Klokken
De eerste klok werd geplaatst in 1903 en weegt 1075 kg. Op de klok staat een kruisteken afgebeeld en de tekst "Ik roep, ik juich, ik ween". Na de restauratie van de gehele kerk in 2011-2012 worden er twee nieuwe klokken bij gehangen. Deze klokken zullen traditioneel een vrouwennaam krijgen en elk een meter en een peter.

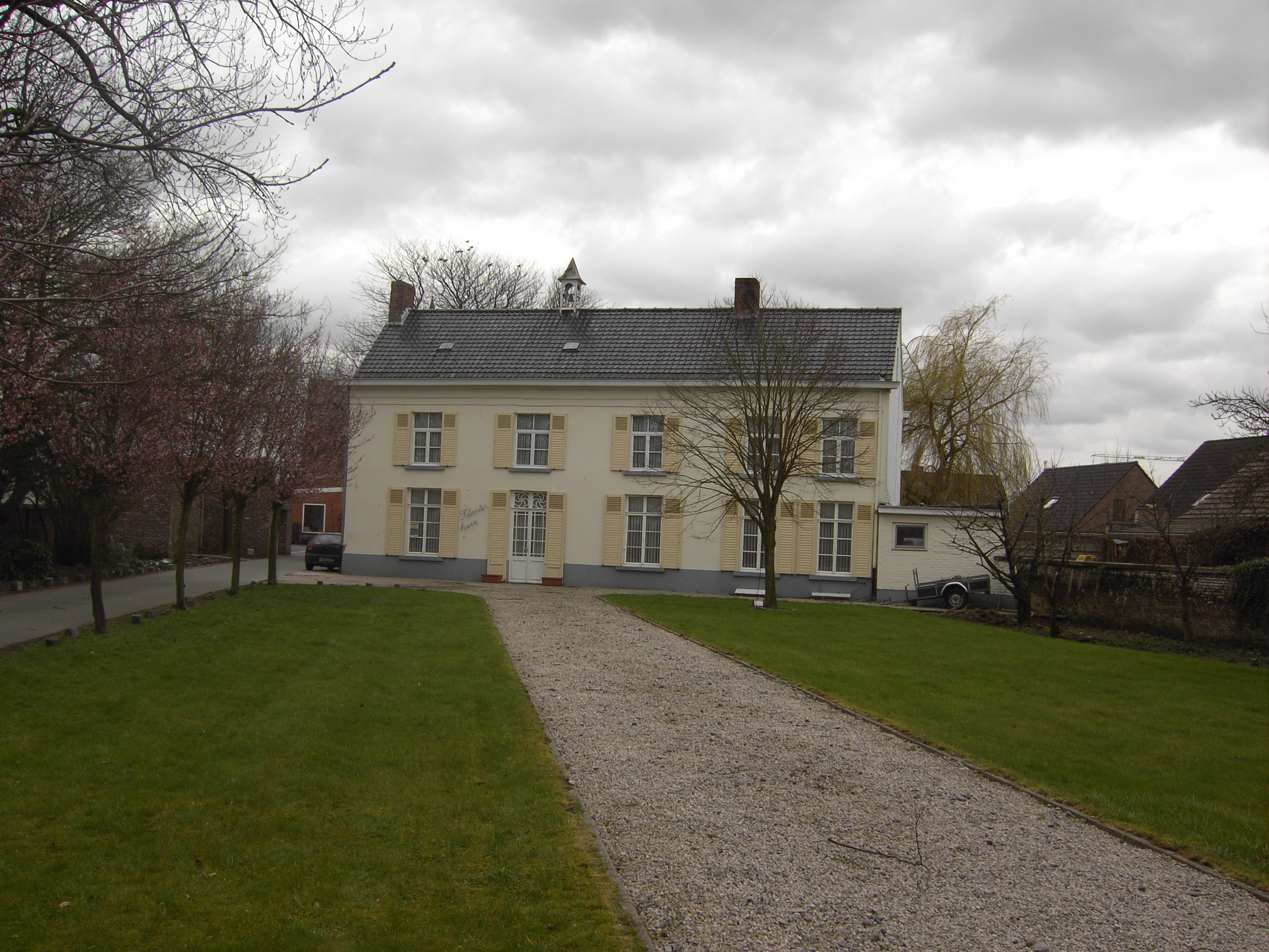
Klooster en VBS Belzele, hier bevond zich een houten kapel uit 1900 (noordkant van de kerk
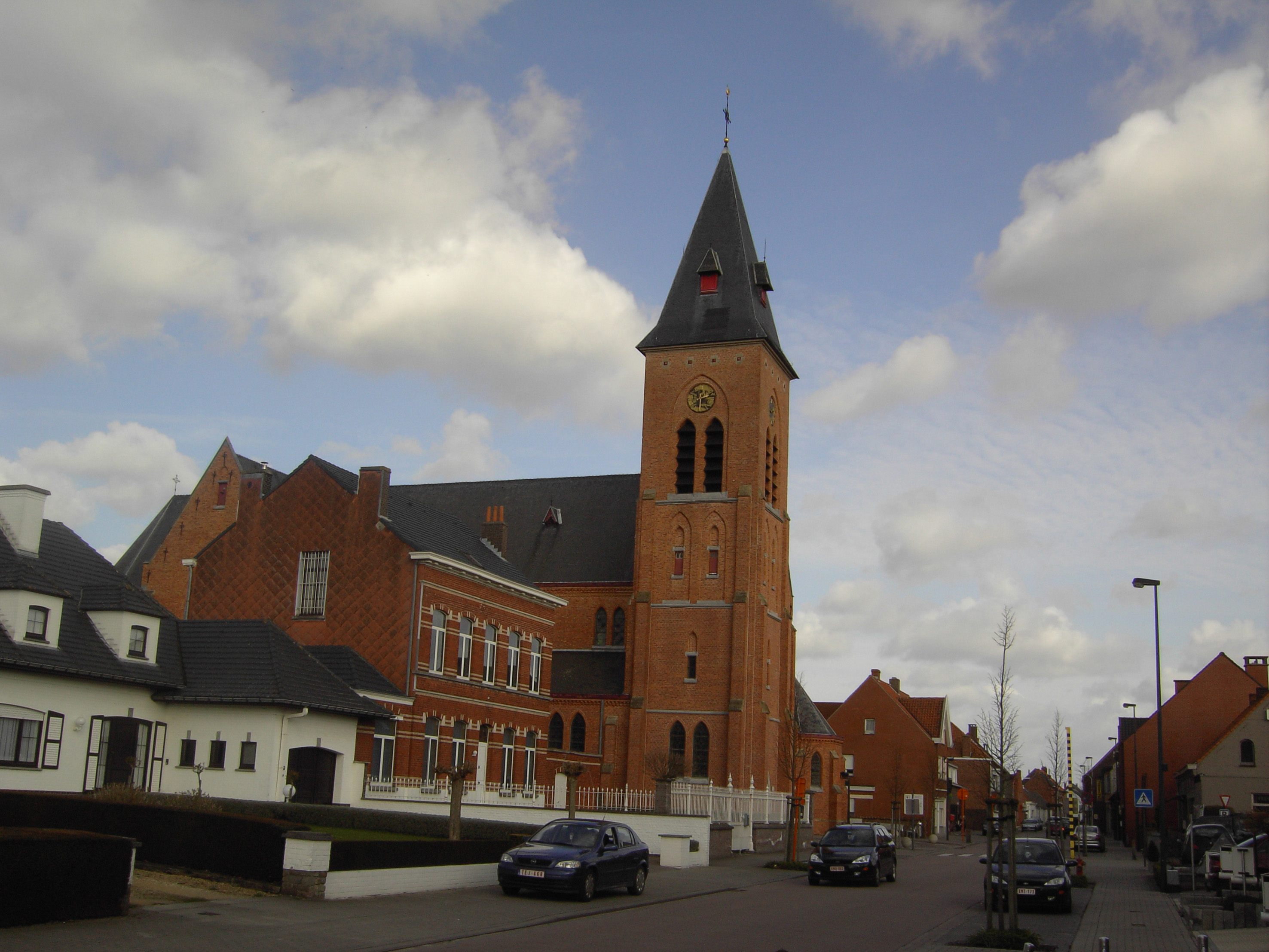
Belzele - Pastorie en kerk (west-kant)
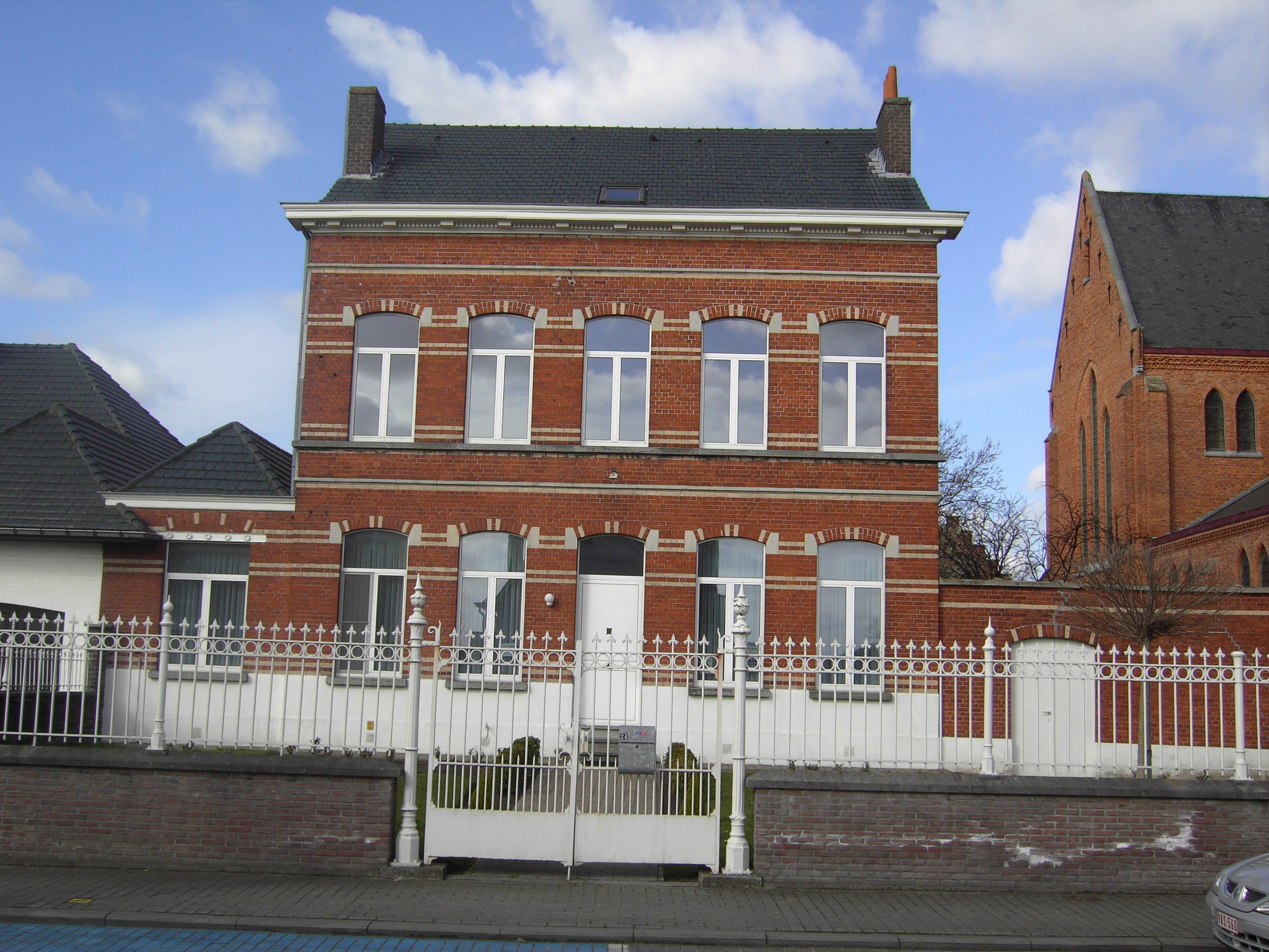
Pastorie Belzele (ten westen van de kerk)